# Pierre-Louis Molière
 (mai 2010).
Si vous disposez d'ouvrages ou d'articles de référence ou si vous connaissez des sites web de qualité traitant du thème abordé ici, merci de compléter l'article en donnant les références utiles à sa vérifiabilité et en les liant à la section « Notes et références ».

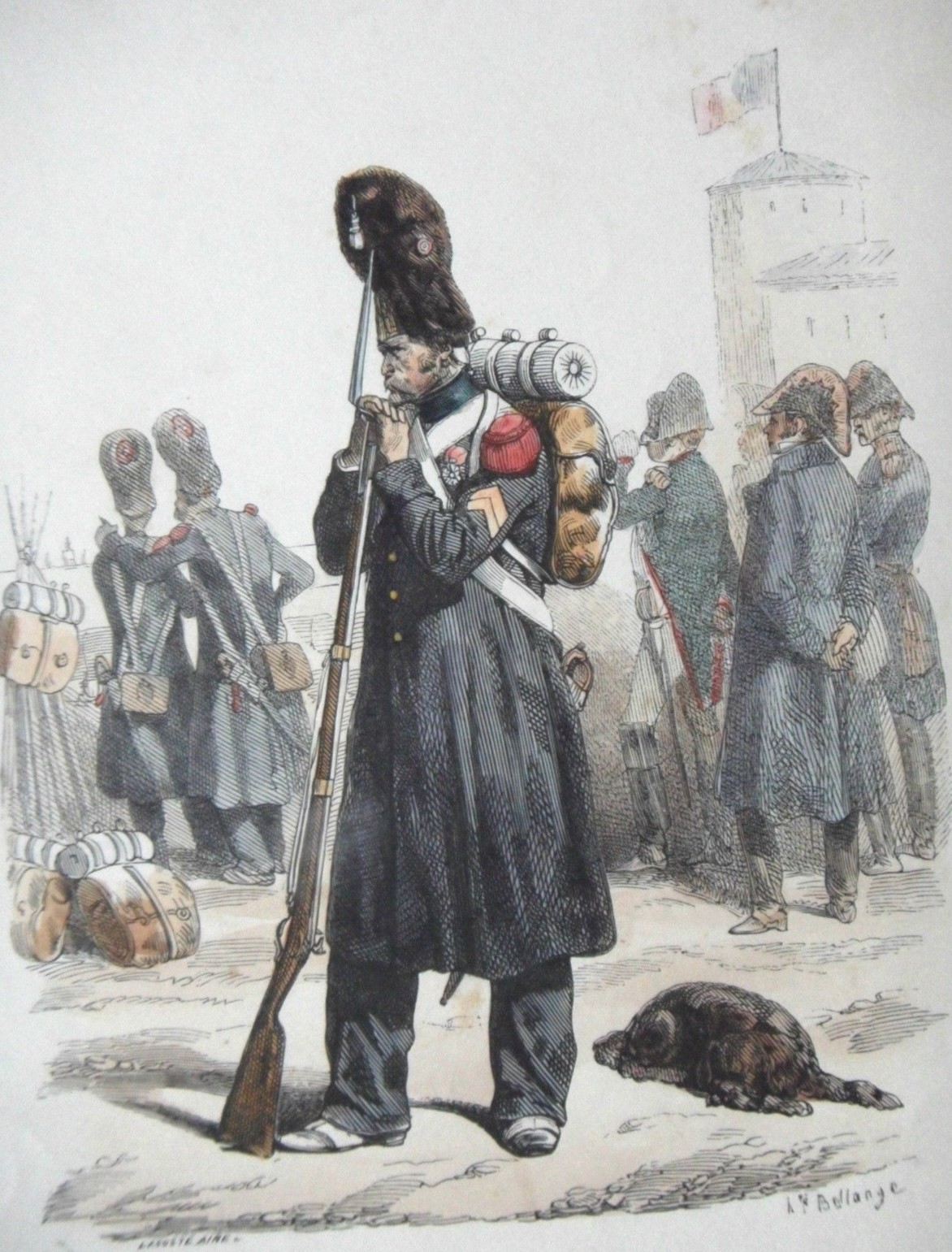
Un grognard en 1813.

Pierre-Louis Molière (Pont-sur-Seine, 14 janvier 1783 - Pallud, 3 novembre 1857) était un grognard de la Grande Armée de Napoléon Ier. Originaire de Pallud (Savoie) il a écrit ses mémoires de guerre relatant ses 15 années de campagne, mémoires qui furent publiées à Albertville l'année de sa mort (1857) par l'imprimerie de Rivollet (brochure de 50 pages, 15 x 20 cm). En 1966, Marius Hudry lui consacre un article (Un grognard de Pallud) paru dans "Les Carnets du Vieux Conflans", article cité dans la revue de l'Institut Napoléon et dans "Soldats et Citoyens" de Thomas Hippler.
Incorporé à Bar-le-Duc à l'âge de 17 ans « dans le commencement du mois de mars 1800 » au 27e régiment d'infanterie légère. Il fera sept ans dans le corps de musique (1800-1807), cinq ans comme fourrier dans la 2e compagnie de Voltigeur (1807-1812) et deux ans comme sergent-major dans cette même compagnie (1812-1814). Il participe notamment, sous les ordres des maréchaux Mortier et Bernadotte, aux batailles d'Austerlitz (1805), Eylau et Friedland (1807). Rescapé, il participe ensuite à la campagne d'Espagne (1808-1814).
Le 27 août 1814, âgé de 31 ans, il est de retour sur sa terre natale après 15 ans de service, il n'est pas reconnu par son père (Joseph Molière, maire de Pallud) qui le croyait mort en Saxe depuis bien longtemps.
Ses mémoires, fréquemment citées, retracent les campagnes de la révolution et de l'Empire, vues non pas par des stratèges mais par un simple soldat, fils de paysans. Le manuscrit original se trouve au musée de Turin.